# Presian Ridge
Presian Ridge är en bergstopp i Antarktis. Den ligger i Sydshetlandsöarna. Argentina, Chile och Storbritannien gör anspråk på området. Toppen på Presian Ridge är 1 456 meter över havet, eller 144 meter över den omgivande terrängen. Bredden vid basen är 0,16 km.
Terrängen runt Presian Ridge är kuperad norrut, men söderut är den bergig. Trakten är glest befolkad. Närmaste befolkade plats är St. Kliment Ohridski Base, 10,2 kilometer väster om Presian Ridge. 